# 2004年2月逝世人物列表
2004年逝世人物列表：1月 - 2月 - 3月 - 4月 - 5月 - 6月 - 7月 - 8月 - 9月 - 10月 - 11月 - 12月
2004年2月逝世人物列表，是用于汇总2004年2月期间逝世人物的列表。

## 依日期排序

### 1日
- 阿特·阿爾佈雷希特（Art Albrecht），82歲，美國橄欖球運動員。[1]
- 阿爾文·巴爾特羅普（Alvin Baltrop），56歲，美國攝影師，癌症。
- 埃瓦爾德·塞布拉（Ewald Cebula），86歲，波蘭足球運動員。[2]
- 阿爾瓦羅·多爾斯（Álvaro d'Ors），88歲，西班牙羅馬法學者。[3]
- 巴茲·加德納（Buzz Gardner），72歲，美國小號手（發明之母）。
- 瓦萊里·加西，54歲，烏克蘭手球運動員，奧運會冠軍（1976年）。
- 艾莉·麥克勞德（Ally MacLeod），72歲，蘇格蘭足球運動員兼經理，阿爾茨海默病。
- 喬·馬利特（Joe Mallett），88歲，英國足球運動員。
- 阿米尔·阿都拉汗·尼亚兹（Amir Abdullah Khan Niazi），89歲，巴基斯坦軍官。
- 鮑勃·斯托科（Bob Stokoe），73歲，英國足球運動員和經理，肺炎。[4]
- Dino Verde，81歲，義大利作家、作詞家、劇作家和編劇。[5]

### 2日
- 艾倫·布洛克（Alan Bullock），89歲，英國歷史學家和作家。[6]
- 亨利·科伯恩（Henry Cockburn），82歲，英國足球運動員。[7]
- 堂垣内尚弘，89歲，日本政治家，北海道知事。
- 伯納德·麥克維蒂（Bernard McEveety），79歲，美國電影和電視導演。[8]
- Róbert Zimonyi，85歲，匈牙利奧運賽艇運動員。[9]

### 3日
- Cornelius Bumpus，58歲，美國音樂家（The Doobie Brothers，Steely Dan），心臟病發作。[10]
- Kaúlza de Arriaga，89歲，葡萄牙將軍、作家和政治家，患有阿爾茨海默病。
- 泰德·哈丁（Ted Harding），82歲，澳大利亞政治家和橄欖球聯盟足球運動員。
- Keve Hjelm，81歲，瑞典演員和電影導演，前列腺癌。[11]
- 傑森·雷茲（Jason Raize），28歲，美國演員（《獅子王》《熊兄弟》），自殺。[12]
- William B. Tabler，89歲，美國建築師。[13]
- Fiep Westendorp，87歲，荷蘭插畫家。[14]
- 萊爾·威克斯（Lyle Wicks），91歲，加拿大政治家。
- 沃倫·齊默爾曼（Warren Zimmermann），69歲，美國外交官，胰腺癌。[15]

### 4日
- 瓦倫蒂娜·博羅克（Valentina Borok），72歲，蘇聯烏克蘭數學家。
- Stevo Crvenkovski，56歲，馬其頓政治家和外交官。
- 希爾達·希爾斯特（Hilda Hilst），73歲，巴西詩人、小說家和劇作家，手術併發症。
- 威廉·麥奎蒂（William MacQuitty），98歲，愛爾蘭電影製片人，作家和攝影師。[16]
- Michael P. Moran，59歲，美國演員（《疤面煞星》《靠在我身上》《完美謀殺案》），格林-巴雷綜合症。[17]
- Malika Pukhraj，92歲，巴基斯坦民謠歌手。[18]
- Karlheinz Senghas，75歲，德國植物學家和蘭花學家。

### 5日
- 唐納德·巴爾，82歲，美國教育家。[19]
- 羅伯特·博伊德爵士，81歲，英國太空科學家。
- 約翰·亨奇（John Hench），95歲，美國藝術家，華特迪士尼公司（The Walt Disney Company）的設計師和導演，心力衰竭。
- 克勞德·勒梅爾（Claude Lemaire），82歲，法國昆蟲學家。
- 湯瑪斯·欣曼·穆勒，91歲，美國海軍上將，參謀長聯席會議主席。[20]
- 弗朗西斯·派特裡奇（Frances Partridge），103歲，英國作家，布魯姆斯伯里集團最後一位倖存的成員。[21]
- 努托·雷維利（Nuto Revelli），84歲，義大利散文家和遊擊隊員。[22]
- 哈裡·韋斯特（Harry West），86歲，北愛爾蘭政治家。

### 6日
- Jovan Cokić，76歲，塞爾維亞足球運動員。
- 井田正孝，91歲，二戰期間的日本陸軍軍官和叛亂分子。
- 約爾根·耶西爾德（Jørgen Jersild），90歲，丹麥作曲家和音樂教育家。[23]
- 傑羅姆·福克斯·萊德勒（Jerome Fox Lederer），101歲，美國航空安全先驅，心臟病發作。[24]
- 約翰·梅裡克（John Meyrick），77歲，英國奧運賽艇運動員和農業學家。[25]
- 漢弗萊·奧斯蒙德（Humphry Osmond），86歲，英國精神病學家和LSD實驗先驅。[26]

### 7日
- 理查·巴特勒，第17代蒙加勒子爵，67歲，英國士兵和貴族。[27]
- 薩菲亞·法哈特（Safia Farhat），突尼西亞藝術家、學者和女權活動家。
- 艾米莉亞·吉烏（Emilia Guiú），81歲，西班牙裔墨西哥女演員，肝癌。[28]
- 米哈伊爾·科爾基亞（Mikhail Korkia），55歲，喬治亞-蘇聯籃球運動員。
- Raija Siekkinen，50歲，芬蘭作家。[29]
- Norman Thelwell，80歲，英國漫畫家。[30]

### 8日
- 沃爾特·弗洛德（Walter Freud），82歲，二戰期間的奧地利-英國特種作戰執行官（SOE）特工。
- 尼古拉斯·戈德施密特（Nicholas Goldschmidt），95歲，加拿大指揮家，音樂節企業家和藝術總監。[31]
- 克利斯蒂安·亨里克森（Kristian Henriksen），92歲，挪威足球運動員和教練。
- 威廉·約翰斯通（William W. Johnstone），65歲，美國作家。
- 傑姆·卡拉卡（Cem Karaca），58歲，土耳其歌手和作曲家，心臟病發作。[32]
- 韋恩·艾爾·曼寧（Wayne Eyer Manning），104歲，美國園藝家和植物學家。
- 朱利葉斯·施瓦茨（Julius Schwartz），88歲，美國漫畫書和紙漿雜誌編輯。[33]

### 9日
- 胡里奧·貝隆（Julio Baylón），56歲，秘魯足球運動員。[34]
- Robert F. Colesberry，57歲，美國電影和電視製片人（After Hours，The Wire，Mississippi Burning），心臟手術后併發症。
- 格哈德·里德曼（Gerhard Riedmann），78歲，奧地利電影演員。[35]
- 奧皮利奧·羅西（Opilio Rossi），93歲，羅馬天主教會的義大利紅衣主教。[36]
- 克勞德·里安（Claude Ryan），79歲，加拿大政治家，胃癌。[37]

### 10日
- 尼爾斯·阿斯（Nils Aas），70歲，挪威雕塑家和插畫家。
- 保罗·季米特里耶维奇·罗曼诺夫斯基-伊林斯基（Paul Ilyinsky），76歲，美國政治家，曾三度擔任佛羅里達州棕櫚灘市長。[38]
- 愛德華·雅布隆斯基（Edward Jablonski），81歲，美國傳記作家。[39]
- Hub Kittle，86歲，美國棒球運動員和經理，腎衰竭和糖尿病併發症。[40]
- 蓋伊·普羅沃斯特（Guy Provost），78歲，法裔加拿大演員，肺炎。
- 約翰·桑德伯格（John Sundberg），83歲，瑞典射擊運動員和奧運獎牌得主。[41]

### 11日
- 薇拉·布羅伊多（Vera Broido），96歲，俄裔英國作家，俄國革命編年史家。
- 塔德烏什·登邦奇克，48歲，波蘭舉重運動員和奧運獎牌得主。[42]
- Ryszard Kukliński，74歲，波蘭上校，間諜和叛逃者，中風。
- 約瑟夫·萊納特（Jozef Lenárt），80歲，斯洛伐克政治家，捷克斯洛伐克議會和斯洛伐克國民議會議員。
- 托尼·波普（Tony Pope），56歲，美國配音演員（《大都會》《太空入侵者》《誰陷害了兔子羅傑》），腿部手術后併發症。[43]
- 雪麗·斯特裡克蘭（Shirley Strickland），78歲，澳大利亞短跑運動員和奧運冠軍，心臟病發作。[44]
- 高木均，78歲，日本配音演員，動脈硬化性心臟病。
- 羅伯特·湯普森（Robert E. Thompson），79歲，美國編劇。
- 阿尔贝洛·乌苏里亚加（Albeiro Usuriaga），37歲，哥倫比亞足球運動員，兇殺案。[45]

### 12日
- 馬丁·布斯（Martin Booth），59歲，英國作家，腦瘤。[46]
- 羅伯特·A·布魯斯（Robert A. Bruce），87歲，美國心臟病專家。[47]
- Martin Jurow，92歲，美國電影製片人（《蒂凡尼的早餐》、《粉紅豹》、《偉大的種族》）。[48]
- 約翰·基利克（John Killick），84歲，英國外交官。[49]
- Preston Love，83歲，美國爵士薩克斯管演奏家。[50]
- Věra Suchánková，71歲，捷克奧運雙人滑運動員。[51]

### 13日
- 卡羅爾·伊士曼，69歲，美國女演員和編劇。[52]
- 鄧尼斯·赫爾利（Denis Hurley），89歲，南非羅馬天主教主教，德班大主教（1946-1992）。[53]
- 莎拉·雅各森（Sarah Jacobson），32歲，美國電影導演、編劇和製片人，子宮癌。[54]
- Janusz Kulig，34歲，波蘭拉力賽車手，鐵路事故。
- 大衛·李（David Lee），91歲，英國空軍元帥。
- 泰德·塔普（Ted Tappe），73歲，美國棒球運動員（辛辛那提紅人隊，芝加哥小熊隊）。[55]
- 弗朗索瓦·塔維納斯（François Tavenas），61歲，加拿大工程師和學者。[56]
- Zelimkhan Yandarbiyev，51歲，車臣作家，政治家和軍事人物，爆炸。

### 14日
- 喬克·巴特菲爾德（Jock Butterfield），72歲，紐西蘭橄欖球運動員。
- 杨成武，89歲，中國將軍，共產黨政治家。
- Elois Jenssen，81歲，美國電影和電視服裝設計師。
- Marco Pantani，34歲，義大利賽車手，1998年環法自行車賽和環義大利自行車賽冠軍，急性海洛因中毒。[57]
- 沃爾特·珀金斯（Walter Perkins），72歲，美國爵士鼓手，肺癌。[58]
- 杨新海，35歲，中國連環殺手，被行刑隊處決。

### 15日
- 吉爾·科金斯（Gil Coggins），75歲，美國爵士鋼琴家。
- 史蒂夫·库珀（Steve Cooper），39歲，英國足球運動員，腦出血。[59]
- Hasse Ekman，88歲，瑞典電影、舞臺和電視導演、演員、作家和製片人。[60]
- 延斯·埃文森（Jens Evensen），86歲，挪威部長，世界法院法官。
- Walter Gottschalk，85歲，美國數學家。
- 赫爾曼·霍格巴克（Hermann Hogeback），89歲，二戰期間的德國轟炸機飛行員。
- Jan Miner，86歲，美國女演員。[61]
- Sture Mårtensson，87歲，瑞典足球運動員。
- Isarco Ravaioli，70歲，義大利電影演員。
- 勞倫斯·里特（Lawrence Ritter），81歲，美國作家。[62]
- 路易吉·塔拉馬佐（Luigi Taramazzo），71歲，義大利賽車手。
- John Tietjen，75歲，美國路德宗神職人員、神學家和國家教會領袖，腦癌。[63]
- 弗里德里希·沃勒（Friedrich Waller），83歲，瑞士雪橇運動員和奧運會冠軍。[64]

### 16日
- Don Cleverley，94歲，紐西蘭板球運動員。[65]
- 查理·福克斯（Charlie Fox），82歲，美國棒球經理。[66]
- 艾拉·詹森（Ella Johnson），84歲，美國爵士樂、節奏藍調歌手，阿爾茨海默病。[67]
- Martin Kneser，76歲，德國數學家。
- 哈羅德·史沫特萊（Harold Smedley），83歲，英國外交官。[68]
- 多麗絲·特洛伊（Doris Troy），67歲，美國R&B歌手，肺氣腫。[69]
- Geoff Twentyman，74歲，英國足球運動員。[70]
- 米罗斯拉夫·希梅克（Miloslav Šimek），63歲，捷克喜劇演員和諷刺作家，白血病。

### 17日
- 布魯斯·比弗（Bruce Beaver），76歲，澳大利亞詩人和小說家。[71]
- 加斯頓·戈德爾（Gaston Godel），89歲，瑞士奧運會競走運動員，銀牌得主（1948年）。[72]
- 索菲亞·戈洛夫金娜（Sofia Golovkina），88歲，蘇聯和俄羅斯芭蕾舞演員，編舞家和教師。[73]
- 何塞·洛佩斯·波蒂略，83歲，墨西哥政治家和律師，墨西哥總統。[74]
- 德拉吉·斯塔門科維奇，83歲，南斯拉夫和塞爾維亞政治家和作家。[75]
- 卡梅隆·托德·威林厄姆（Cameron Todd Willingham），36歲，美國被定罪的殺人犯，被注射死刑。

### 18日
- Despo Diamantidou，87歲，希臘女演員。[76]
- 湯米·埃格靈頓（Tommy Eglington），81歲，愛爾蘭足球運動員。
- Frankie Evangelista，69歲，菲律賓報紙專欄作家，廣播和電視廣播員，胃癌。
- 史蒂夫·尼爾（Steve Neal），54歲，美國記者（芝加哥太陽時報）和歷史學家，自殺。[77]
- Jean Rouch，86歲，法國電影製片人和民族學家]，交通事故。[78]
- 艾弗·斯坦布魯克（Ivor Stanbrook），80歲，英國保守黨政治家、大律師和國會議員。[79]

### 19日
- Gurgen Margaryan，25歲，亞美尼亞陸軍軍官，被謀殺。
- 阿奇博爾德·帕頓·桑頓（Archibald Paton Thornton），83歲，加拿大歷史學家。[80]
- 雷娜塔·瓦尼（Renata Vanni），94歲，義大利裔美國電影女演員。[81]
- 莫裡斯·沃隆（Maurice Voron），75歲，法國橄欖球聯賽足球運動員。[82]

### 20日
- Minouche Barelli，56歲，法國歌手。[83]
- 弗雷德·布朗（Fred Brown），79歲，英國病毒學家。[84]
- Sigfrido Fontanelli，56歲，義大利賽車手。[85]
- 梅爾·亨特（Mel Hunter），76歲，美國插畫家，骨癌。
- J.J. Malone，68歲，美國藍調吉他手、歌手和鍵盤手。
- 小原宏裕，69歲，日本電影導演。

### 21日
- 謝爾蓋·謝爾蓋耶維奇·阿維林采夫，66歲，俄羅斯文學學者，拜占庭主義者和斯拉夫主義者。[86]
- 約翰·查理斯（John Charles），72歲，威爾士足球運動員，心臟病發作。[87]
- Albert Chartier，91歲，法裔加拿大漫畫家和插畫家。[88]
- 內斯托爾·德·維拉（Néstor de Villa），75歲，菲律賓音樂電影演員，前列腺癌。
- Les Gray，57歲，英國歌手（Mud），癌症治療期間心臟病發作。
- 巴特·霍華德（Bart Howard），88歲，美國作曲家（《Fly Me To The Moon》）。[89]
- 斯瓦瓦·雅各斯多蒂爾（Svava Jakobsdóttir），73歲，冰島作家和政治家。
- 邱德拔，87歲，新加坡銀行家和酒店老闆，心臟病發作。
- 丹·基利（Dan Kiley），91歲，美國景觀設計師。[90]
- Guido Molinari，70歲，加拿大抽象藝術家。[91]
- 庫斯托迪奧·平托，62歲，葡萄牙足球運動員。
- 柳德米拉·希紹娃，63歲，蘇聯奧運擊劍運動員和擊劍教練（1960年金牌得主，1964年女子團體花劍銀牌得主）。[92]

### 22日
- 羅克·馬斯波利，86歲，烏拉圭門將，心臟病發作。
- 伊琳娜·普雷斯（Irina Press），64歲，蘇聯運動員和奧運冠軍。[93]
- 阿茲瑞爾·羅森菲爾德（Azriel Rosenfeld），73歲，美國計算機圖像分析研究員。[94]
- 安迪·塞米尼克（Andy Seminick），83歲，美國棒球運動員，癌症。[95]

### 23日
- 維傑·阿南德（Vijay Anand），71歲，印度寶萊塢電影製片人，德夫·阿南德（Dev Anand）的兄弟，心臟病發作。[96]
- 卡爾·安德森（Carl Anderson），58歲，美國演員（耶穌基督超級巨星）），白血病。[97]
- 尼爾·阿德利（Neil Ardley），66歲，英國爵士樂作曲家。[98]
- 西坎德爾·巴赫特（Sikander Bakht），85歲，印度政治家，喀拉拉邦州長。
- 佩德羅·布洛赫（Pedro Bloch），90歲，巴西作家，呼吸衰竭。[99]
- 唐·康奈爾（Don Cornell），84歲，美國歌手，肺氣腫和糖尿病。[100]
- 道格拉斯·斯科特·福尔科纳（Douglas Scott Falconer），90歲，英國遺傳學家。
- 撒母耳·愛德華·康金三世（Samuel Edward Konkin III），56歲，加拿大裔美國哲學家和經濟學家。
- 鮑勃·馬歇爾（Bob Marshall），93歲，澳大利亞檯球運動員。[101]
- 鮑勃·梅奧（Bob Mayo），52歲，美國鍵盤手和吉他手，心臟病發作。

### 24日
- 阿爾伯特·阿克塞爾羅德（Albert Axelrod），83歲，美國花劍運動員和奧運獎牌得主，心臟病發作。[102]
- 埃斯特爾·阿克斯頓（Estelle Axton），85歲，美國唱片公司高管和Stax Records的聯合創始人。
- 希拉·達西（Sheila Darcy），89歲，1930年代和1940年代的美國電影女演員。
- Carl Liscombe，89歲，加拿大底特律紅翼曲棍球運動員，白血病。
- 瓊·麥考德（Joan McCord），73歲，美國犯罪學教授，肺癌。[103]
- 约翰·伦道夫（John Randolph），88歲，美國演員（Serpico，Prizzi's Honor，You've Got Mail），托尼獎得主（1987年）。[104]
- A.C. Reed，77歲，美國薩克斯管演奏家，癌症。[105]
- 阿爾維諾·雷伊（Alvino Rey），95歲，美國爵士吉他手和樂隊領隊（“德克薩斯州深處”），肺炎。[106]

### 25日
- 瓦格納·卡爾，85歲，美國政治家，德克薩斯州眾議院議長和德克薩斯州總檢察長，癌症。[107]
- 傑克·弗拉維爾（Jack Flavell），74歲，英國板球運動員。[108]
- 雅克·喬治（Jacques Georges），87歲，法國足球管理員，歐足聯主席（1983-1990）。
- Henryk Jaźnicki，86歲，波蘭足球運動員。
- Pe Khin，91歲，緬甸外交官。
- 尤里·奧澤羅夫，75歲，蘇聯奧運籃球運動員（兩屆銀牌得主：1952年男子籃球，1956年男子籃球）。[109]
- B. Nagi Reddy，91歲，印度電影製片人。
- 艾哈邁德·塞弗里烏伊（Ahmed Sefrioui），摩洛哥小說家。
- 巴格拉特·辛庫巴，86歲，阿布哈茲作家、詩人、歷史學家和政治家。

### 26日
- 哈裡·巴特爾（Harry Bartell），90歲，美國演員，廣播，電視和電影播音員。[110]
- Shankarrao Chavan，83歲，印度政治家，馬哈拉施特拉邦首席部長。
- 阿道夫·埃恩魯斯（Adolf Ehrnrooth），99歲，芬蘭將軍，二戰老兵和奧運馬術運動員。[111]
- 羅素·亨特（Russell Hunter），79歲，蘇格蘭演員，肺癌]。[112]
- 羅傑·米拉姆斯（Roger Mirams），85歲，紐西蘭-澳大利亞電影製片人和導演。
- 罗伊·史密斯（Roy Smith），59歲，加拿大賽車手。[113]
- 傑克·斯珀林（Jack Sperling），81歲，美國爵士鼓手。[114]
- 鲍里斯·特拉伊科夫斯基，47歲，馬其頓政治家，馬其頓共和國總統，航空事故。
- 西蒙·沃克（Simon Walker），46歲，英國中世紀晚期英格蘭歷史學家，癌症。[115]
- 拉爾夫·溫特斯（Ralph E. Winters），94歲，加拿大電影剪輯師。

### 27日
- 網野善彦，76歲，日本馬克思主義歷史學家和知識份子，死於肺癌。[116]
- 克拉倫斯·巴伯（Clarence Barber），86歲，加拿大經濟學家和學者。[117]
- 弗朗西斯科·馬戈·萊西亞（Francisco Mago Leccia），72歲，委內瑞拉魚類學家。
- Paul Sweezy，93歲，美國馬克思主義經濟學家，《每月評論》創始編輯。[118]

### 28日
- Daniel J. Boorstin，89歲，美國社會歷史學家，肺炎。[119]
- Eivor Engelbrektsson，89歲，瑞典女演員。
- 魯斯蘭·格拉耶夫（Ruslan Gelayev），39歲，車臣政治家，將軍和抵抗運動指揮官，K.I.A.。
- 安吉·特納·金，98歲，美國化學家、數學家和教育家。
- Stanislaus Lo Kuang，93歲，臺灣天主教大主教。
- 卡門·拉福雷特（Carmen Laforet），82歲，西班牙作家。[120]
- Marv Matuszak，72歲，美國橄欖球運動員。[121]
- 第六代薇薇安男爵尼古拉斯·薇薇安（Nicholas Vivian），68歲，英國士兵和貴族。[122]

### 29日
- Oleksandr Beresch，26歲，烏克蘭奧運體操運動員，交通事故。[123]
- Dana Broccoli，82歲，美國女演員。[124]
- 馬克·卡維爾（Marc Cavell），64歲，美國演員。
- 阿曼多·德·拉蒙（Armando de Ramón），77歲，智利歷史學家。
- 簡·恩格爾哈德（Jane Engelhard），86歲，美國慈善家，實業家小查理斯·恩格爾哈德（Charles W. Engelhard Jr.）的妻子，肺炎。[125]
- 哈羅德·伯納德·聖約翰，72歲，巴巴多斯政治家，癌症。
- 鏡里喜代治，80歲，日本相撲選手。
- 莫裡斯·拉金（Maurice Larkin），71歲，英國歷史學家，專門研究現代法國歷史。[126]
- 傑羅姆·勞倫斯（Jerome Lawrence），88歲，美國劇作家和作家，中風。[127]
- 丹尼·奧爾蒂斯（Danny Ortiz.），27歲，瓜地馬拉足球守門員，心包撕裂。
- 維托爾德·魯津斯基，90歲，波蘭作曲家、指揮家和作家。[128]
- 納特·泰勒（Nat Taylor），98歲，加拿大發明家和電影製片人。